# Tenerrhynchus magnus
Tenerrhynchus magnus är en plattmaskart som beskrevs av Brunet 1972. Tenerrhynchus magnus ingår i släktet Tenerrhynchus och familjen Koinocystididae. Inga underarter finns listade i Catalogue of Life.